# Orthorhinella anthracina
Orthorhinella anthracina är en insektsart som beskrevs av Schmidt 1910. Orthorhinella anthracina ingår i släktet Orthorhinella och familjen spottstritar. Inga underarter finns listade i Catalogue of Life.